# Eleuteti
Gli Eleuteti erano una piccola tribù celtica della Gallia, clienti dell'influente popolo degli Arverni, ai quali si unirono nella coalizione contro i Romani guidata da Vercingetorige, nel 52 a.C. Il loro territorio non è ben localizzato, ma secondo una tesi avanzata da Jean-Luc Boudartchouk (si veda tra le fonti), questo popolo potrebbe essersi insediato in quello che oggi è il dipartimento del Cantal e in una parte dell'Aveyron.
Essi sono conosciuti per una menzione di Giulio Cesare, nei suoi Commentarii, dove essi appaiono a fianco dei Cadurci, dei Gabali e dei Vellavi, come « vassalli » dei loro vicini Arverni.
Il popolo degli Eleuteti fornirà un contingente che farà parte dell'esercito di soccorso a Vercingetorige assediato ad Alesia
(Cesare, De bello Gallico, vii, 75.)

## Fonti
- Venceslas Kruta, Les Celtes, Histoire et Dictionnaire, Éditions Robert Laffont, coll. « Bouquins », Paris, 2000, ISBN 2-7028-6261-6
- John Haywood (intr. Barry Cunliffe, trad. Colette Stévanovitch), Atlas historique des Celtes, éditions Autrement, Paris, 2002, ISBN 2-7467-0187-1
- Jean-Luc Boudartchouk, Les Eleutètes de César: Une hypothèse relative à leur localisation, Cahiers d'archéologie aveyronnaise, 2002, vol. 16, pp.97-99